# Крукид-Лейк-Парк (Флорида)
Крукид-Лейк-Парк (англ. Crooked Lake Park) — статистически обособленная местность, расположенная в округе Полк (штат Флорида, США) с населением в 1682 человека по статистическим данным переписи 2000 года.

## География
По данным Бюро переписи населения США статистически обособленная местность Крукид-Лейк-Парк имеет общую площадь в 1,55 квадратных километров, водных ресурсов в черте населённого пункта не имеется.
Статистически обособленная местность Крукид-Лейк-Парк расположена на высоте 38 м над уровнем моря.

## Демография
По данным переписи населения 2000 года в Крукид-Лейк-Парк проживало 1682 человека, 472 семьи, насчитывалось 645 домашних хозяйств и 758 жилых домов. Средняя плотность населения составляла около 1085,16 человека на один квадратный километр. Расовый состав населённого пункта распределился следующим образом: 91,56 % белых, 4,28 % — чёрных или афроамериканцев, 0,65 % — коренных американцев, 0,36 % — азиатов, 1,07 % — представителей смешанных рас, 2,08 % — других народностей. Испаноговорящие составили 5,83 % от всех жителей статистически обособленной местности.
Из 645 домашних хозяйств в 27,0 % воспитывали детей в возрасте до 18 лет, 60,6 % представляли собой совместно проживающие супружеские пары, в 8,4 % семей женщины проживали без мужей, 26,7 % не имели семей. 22,5 % от общего числа семей на момент переписи жили самостоятельно, при этом 14,1 % составили одинокие пожилые люди в возрасте 65 лет и старше. Средний размер домашнего хозяйства составил 2,47 человек, а средний размер семьи — 2,84 человек.
Население статистически обособленной местности по возрастному диапазону по данным переписи 2000 года распределилось следующим образом: 21,8 % — жители младше 18 лет, 12,5 % — между 18 и 24 годами, 22,4 % — от 25 до 44 лет, 22,0 % — от 45 до 64 лет и 21,3 % — в возрасте 65 лет и старше. Средний возраст жителей составил 40 лет. На каждые 100 женщин в Крукид-Лейк-Парк приходилось 84,0 мужчин, при этом на каждые сто женщин 18 лет и старше приходилось 82,1 мужчин также старше 18 лет.
Средний доход на одно домашнее хозяйство статистически обособленной местности составил 35 804 доллара США, а средний доход на одну семью — 42 404 доллара. При этом мужчины имели средний доход в 26 125 долларов США в год против 22 075 долларов среднегодового дохода у женщин. Доход на душу населения статистически обособленной местности составил 35 804 доллара в год. 3,0 % от всего числа семей в населённом пункте и 5,3 % от всей численности населения находилось на момент переписи населения за чертой бедности, при этом 4,6 % из них были моложе 18 лет и  — в возрасте 65 лет и старше.